# Karabin Krnka
Karabin Krnka (ros. Винтовка Крнка́) – konwersja ładowanego odprzodowo „6-liniowego karabinu  wzór 1856” (i/lub wzór: 1857, 1858, 1859), polegająca na przystosowaniu go do ładowania odtylcowego, nabojem scalonym. Stworzona przez czeskiego rusznikarza i wynalazcę Sylwestra Krnka w 1867 roku. Karabin przyjęty został na uzbrojenie Armii Imperium Rosyjskiego w 1869 r. W zależności od przyjętej daty często określa się go jako: Karabin Krnka wzór 1867 lub Karabin Krnka wzór 1869. Karabin występował w wersji dla piechoty i kawalerii.

## Historia

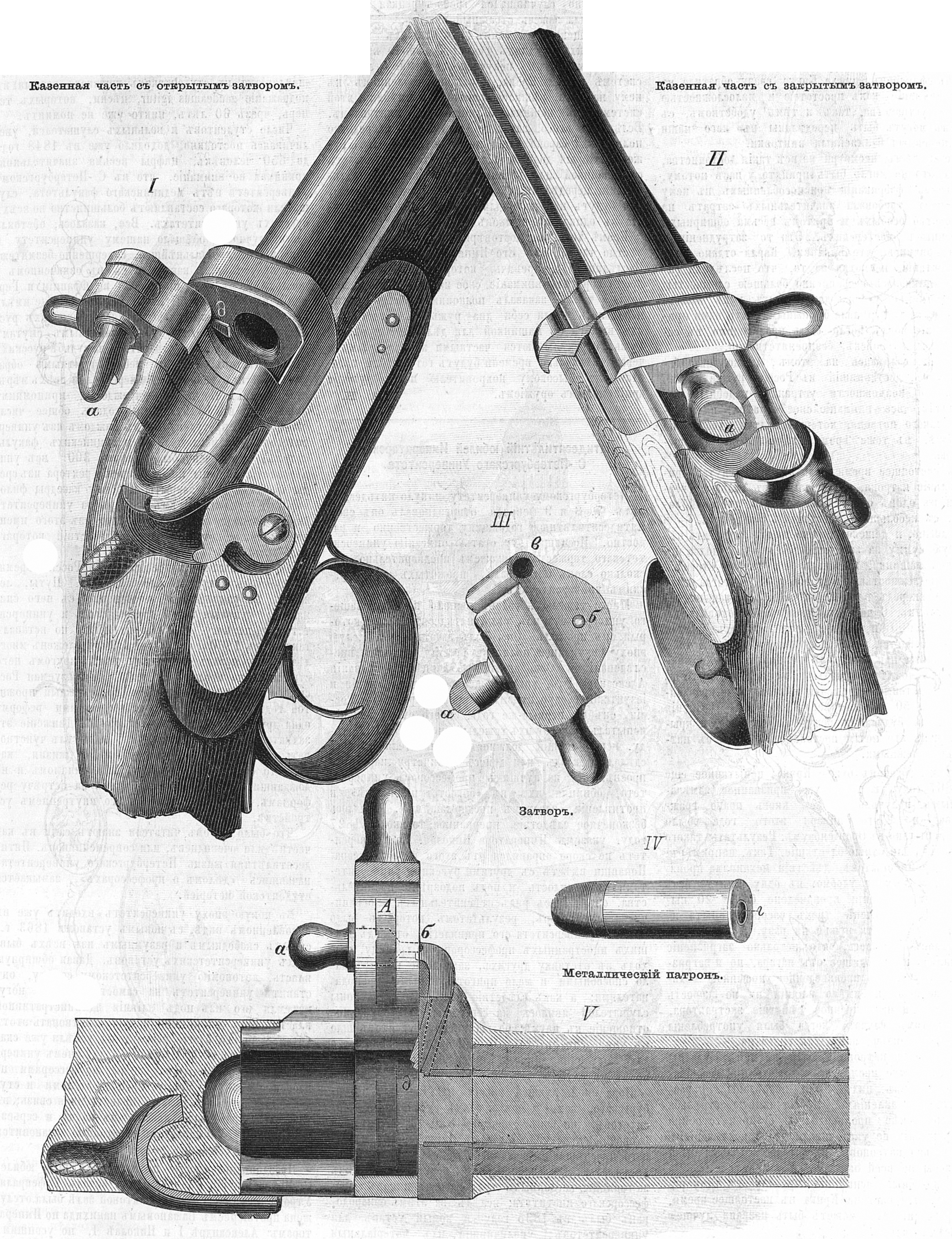
Budowa zamka

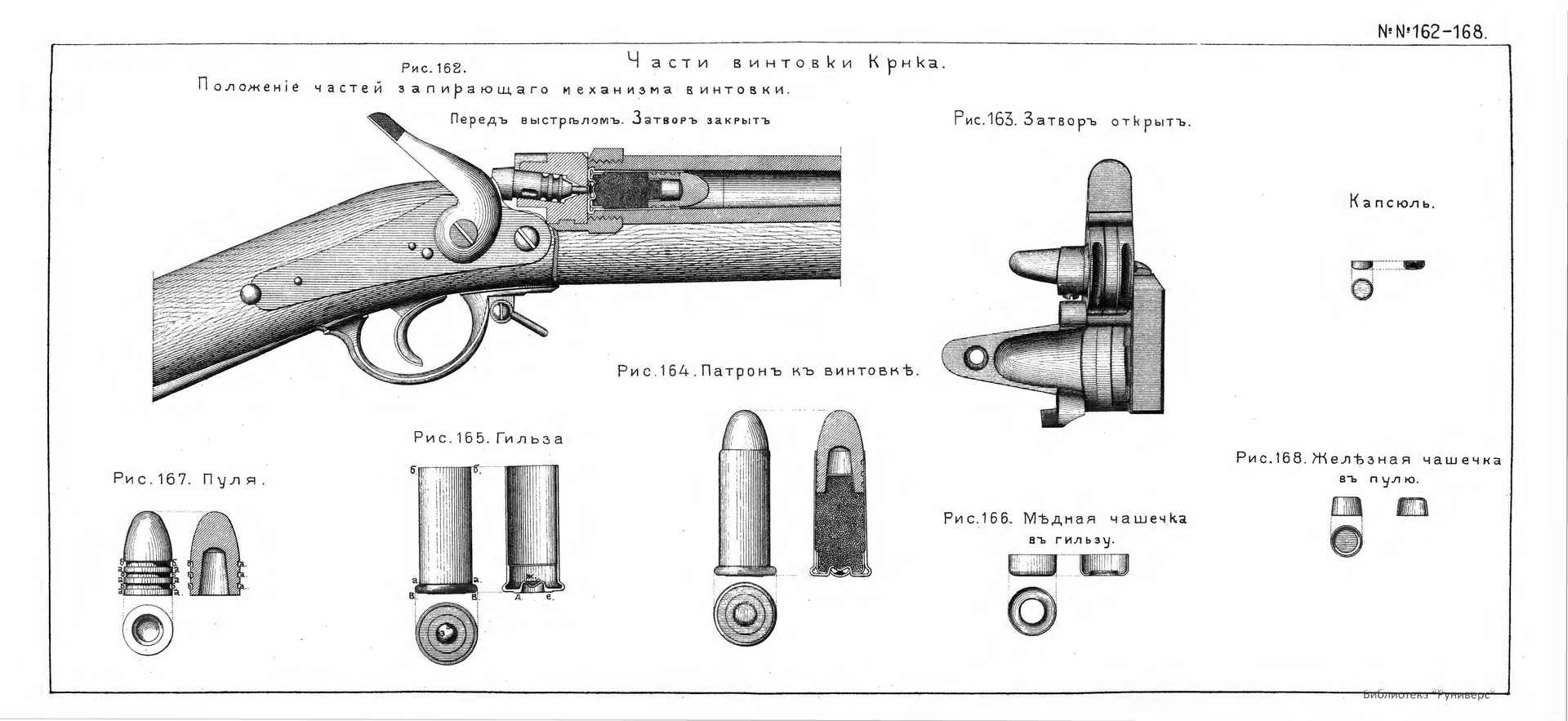
Przekrój zamka i amunicji

W latach 60. XIX wieku Ministerstwo Wojny aktywnie poszukiwało możliwości szybkiego wyposażenia armii w karabin odtylcowy, zasilany nabojami scalonymi. Wraz z rozwojem i poszukiwaniem nowych modeli takiej broni, szczególną uwagę zwrócono na możliwość konwersji dostępnych egzemplarzy broni odprzodowej. Uwagę Ministerstwa przyciągnęła koncepcja czeskiego rusznikarza Sylwestra Krnka, której główną zaletą była prostota i łatwość wykonania przebudowy. Nowy model karabinu został zatwierdzony 18 marca 1869 roku, a prac nad konwersją dokonywano masowo zarówno w przedsiębiorstwach państwowych (Tulskie Zakłady Zbrojeniowe), jak i prywatnych.
Od 1870 r. stopniowo zastępowany nowocześniejszym karabinem Berdana, jednak przez dłuższy czas karabiny użytkowane były równocześnie (wraz z innymi konstrukcjami). W 1877 r. w chwili wybuchu wojny rosyjsko-tureckiej w karabiny Krnka uzbrojonych było 27 z 48 rosyjskich dywizji, a na wyposażeniu pozostawało:
- 372 700 szt. w eksploatacji i 192 866 szt. w rezerwie (wersji dla piechoty)
- 40 597 szt. w eksploatacji i 198 686 szt. w rezerwie (wersji dla kawalerii)

równocześnie z innymi konstrukcjami:
- Karabiny Berdana nr 2 wzór 1870 – 253 152 w eksploatacji i 103 616 w rezerwie
- Karabiny Berdana nr 1 wzór 1868 – 17 810 w eksploatacji i 10 104 w rezerwie
- Karabiny Baranowa wzór 1869 – 3691 w eksploatacji i 6309 w rezerwie
- Karabiny Karlé wzór 1867 – 150 868 w eksploatacji i 51 096 w rezerwie
- Karabiny Terry-Norman wzór 1866 – 4126 w eksploatacji i 7874 w rezerwie.

Po wojnie pozostawał jeszcze na wyposażeniu oddziałów rosyjskich w Środkowej Azji do lat 80. XIX wieku. Po wycofaniu ze służby, powszechnie używany jako karabin myśliwski, a część egzemplarzy została przerobiona na strzelby gładkolufowe.

## Konstrukcja
Krnka była karabinem jednostrzałowym, zasilanym nabojem scalonym w łusce metalowej (15,24 x 40 mm R), elaborowanym prochem czarnym. Głównymi wadami karabinu była stosunkowo niska szybkostrzelność spowodowana problematyczną ekstrakcją łusek (częsty problem w konstrukcjach będących konwersjami karabinów odprzodowych), oraz kiepska balistyka pocisku o dużym kalibrze – 15,24 mm. Wyciąg karabinu był bardziej zaawansowany, niż w podobnej konwersji skonstruowanej w tym czasie (karabin Enfield-Snider używany w armii brytyjskiej), ponieważ nie tylko wysuwał łuskę z komory nabojowej, ale umożliwiał także wyrzucenie jej na zewnątrz broni. Teoretycznie rozwiązanie to miało zwiększać szybkostrzelność, jednak mechanizm był bardzo podatny na zanieczyszczenia i w takim przypadku lub w wyniku zużycia, często nie funkcjonował poprawnie. Często łuskę trzeba było usuwać ręcznie, a w skrajnych przypadkach nawet wybijać wyciorem z lufy. Oprócz tego konstrukcja niedostatecznie chroniła strzelca w przypadku rozerwania łuski – w takiej sytuacji mogło dojść do poparzenia twarzy.

## Bagnet
Do karabinów nie opracowano nowego bagnetu, a stosowano dotychczasowy (wzór 1856) z karabinów poddanych konwersji. Był to bagnet tulejowy z głownią trójgraniastą. Szczelina tulei miała kształt zbliżony do litery „Z”.
Wymiary:
- Długość całkowita: 572 mm
- Długość głowni: 505 mm
- Średnica tulei: 20,5 mm
- Waga: ok. 400 g

## Użytkownicy
- Imperium Rosyjskie – użytkowany przez armię rosyjską od 1869 r. do lat 80. XIX wieku.
- Bułgaria – pierwsze karabiny Krnka trafiły do Bułgarii w latach 1877–78. W 1879 r. nowo powstała regularna armia bułgarska miała na wyposażeniu 27 tys. szt. 14 października 1915 r. w momencie przystąpienia do I wojny światowej Bułgaria nadal posiadała na wyposażeniu 12 800 szt.[3]
- Księstwo Czarnogóry – Czarnogóra posiadała na wyposażeniu 5000 szt.[4]